# 拉脫維亞銀行
拉脫維亞銀行是拉脫維亞的中央銀行。它是國家的主要公共機構之一，履行法律規定的經濟職能。它成立於1922年。
拉脫維亞銀行的主要目標是通過實施貨幣政策來調節流通中的貨幣，以維持拉脫維亞的價格穩定。在2013年12月31日之前，該銀行負責發行前拉脫維亞貨幣拉特。拉脫維亞銀行行政當局位於里加。銀行的財政年度從1月1日開始，到12月31日結束。

## 歷史
1922年9月7日，制憲會議通過了《拉脫維亞銀行成立法》。拉脫維亞銀行被授予排放權。1922年9月19日，經內閣決定，世行的臨時章程獲得批准，其初始資本為1000萬拉特。
1923年4月24日，Saeima批准了由總統Jānis Čakste於7月2日簽署的拉脫維亞銀行章程。該銀行由理事會和董事會領導。理事會由一名主席、一名副手和11名成員組成，但理事會包括一名總幹事、他的副手和三名董事。
1940年6月17日，拉脫維亞被佔領並併入蘇聯，8月5日。7月25日，通過了《銀行和大型工業企業國有化法》。在第二次世界大戰之後，貨幣排放和財政部的職能由蘇聯國家銀行履行，但拉脫維亞蘇維埃社會主義共和國的貨幣系統完全處於其控制之下。
1990年3月2日，拉脫維亞蘇維埃社會主義共和國最高委員會通過了「銀行法」和「拉脫維亞銀行」決定。它確定拉脫維亞銀行，一個地方中央銀行，被重建為一個獨立的國家銀行，一個貨幣發行中心，一個與商業銀行有關的中央銀行，一個執行國家預算的召集人，以及一個貨幣政策監管機構。
然而，只有隨著1990年5月4日關於恢復拉脫維亞共和國獨立的聲明和蘇聯解體，拉脫維亞共和國最高委員會1991年9月3日的決定「關於重組拉脫維亞共和國境內的銀行機構」，拉脫維亞銀行成為唯一的中央銀行。它接管了蘇聯銀行，拉脫維亞銀行和其他國家信貸機構的擁有權和結構。
1992年3月4日，拉脫維亞共和國最高委員會通過了「關於收購1922年成立的拉脫維亞銀行」的法律。拉脫維亞銀行作為國家中央銀行和發行銀行的地位由1992年5月19日通過的拉脫維亞共和國「關於銀行」和「關於拉脫維亞銀行」的法律最終鞏固。在拉脫維亞，國家中央銀行首次通過立法確保了獨立於政府政策。"關於拉脫維亞銀行"的法律沒有設想其商務工作，因此，就拉脫維亞銀行49個分行的改組和私有化作出了決定。

## 貨幣政策策略和匯率政策
像世界上大多數中央銀行一樣，拉脫維亞銀行的主要目標是在一定水準上提供通貨膨脹。
加入歐盟，直到其成為歐洲聯盟經濟暨貨幣聯盟（EMU）的成員之一，拉脫維亞銀行能夠追求其貨幣政策，前提是它符合歐盟的共同利益，不損害其他歐盟成員國的發展，並有助於經濟穩定。
歐盟成員國還設想加入歐洲貨幣聯盟和歐元。加入歐盟後，拉脫維亞必須證明其有能力滿足歐洲貨幣聯盟的加入標準。其中一個標準是歐洲匯率機制的兩年成員資格（ERM II）。拉脫維亞於2005年5月2日加入該工作組。ERM II意味著，在歐元轉換之前至少兩年，拉特已經與歐元挂鉤，拉特兌歐元的匯率相對於拉特的歐元挂鉤匯率的波動可能不超過+/- 15%。
為了實現其主要目標，並成功進入歐洲貨幣聯盟，拉脫維亞銀行實施了固定匯率策略（1歐元=0.702804拉特）。 固定耦合速率的波動可能在+/- 1%以內。拉脫維亞銀行自1994年2月以來一直在實施拉特吸引政策，當時拉特與特別提款權一籃子貨幣掛鉤。拉特於2005年1月1日與歐元掛鉤。
此外，在2006年和2007年初，拉脫維亞銀行實施了一種再融資利率工具，即差旅費率。在銀行不打算積極使用拉脫維亞銀行提供的工具的情況下，再融資利率的提高具有更多的信號功能。

## 管理
拉脫維亞銀行由銀行董事會和管理委員會管理。理事會由八人組成：銀行的總裁，他的副手和理事會的六名成員。本行的監督委員會由拉脫維亞銀行行長管理。拉脫維亞銀行理事會代表拉脫維亞銀行作出決定。
為了拉脫維亞銀行的實際工作和運營管理，銀行理事會設立了一個由六人組成的常設董事會。銀行行長批准拉脫維亞銀行的結構，並招聘和解僱拉脫維亞銀行的雇員。

### 歷年總裁
- Kārlis Vanags（英语：Kārlis Vanags） (1922年11月1日— 1923年10月14日)
- Edgars Švēde（英语：Edgars Švēde） (923年10月15日 — 1926年9月21日)
- Kārlis Vanags（英语：Kārlis Vanags） (1926年9月22日 — 1940年7月13日)
- Kārlis Zandersons（英语：Kārlis Zandersons） (940年7月13日 — 1940年7月21日)
- Artūrs Graudiņš（英语：Artūrs Graudiņš） (?年3月26日 – 30 July 1990年月7)
- Pāvils Sakss（英语：Pāvils Sakss） (1990年7月31日 – 1991年9月3日)
- Einars Repše（英语：Einars Repše） (1991年9月3日 – 2001年12月20日)
- Ilmārs Rimšēvičs（英语：Ilmārs Rimšēvičs） (2001年12月21日 – 2019年12月20日)
- Mārtiņš Kazāks（英语：Mārtiņš Kazāks） (2019年12月21日 – 至今)

## 外部連結

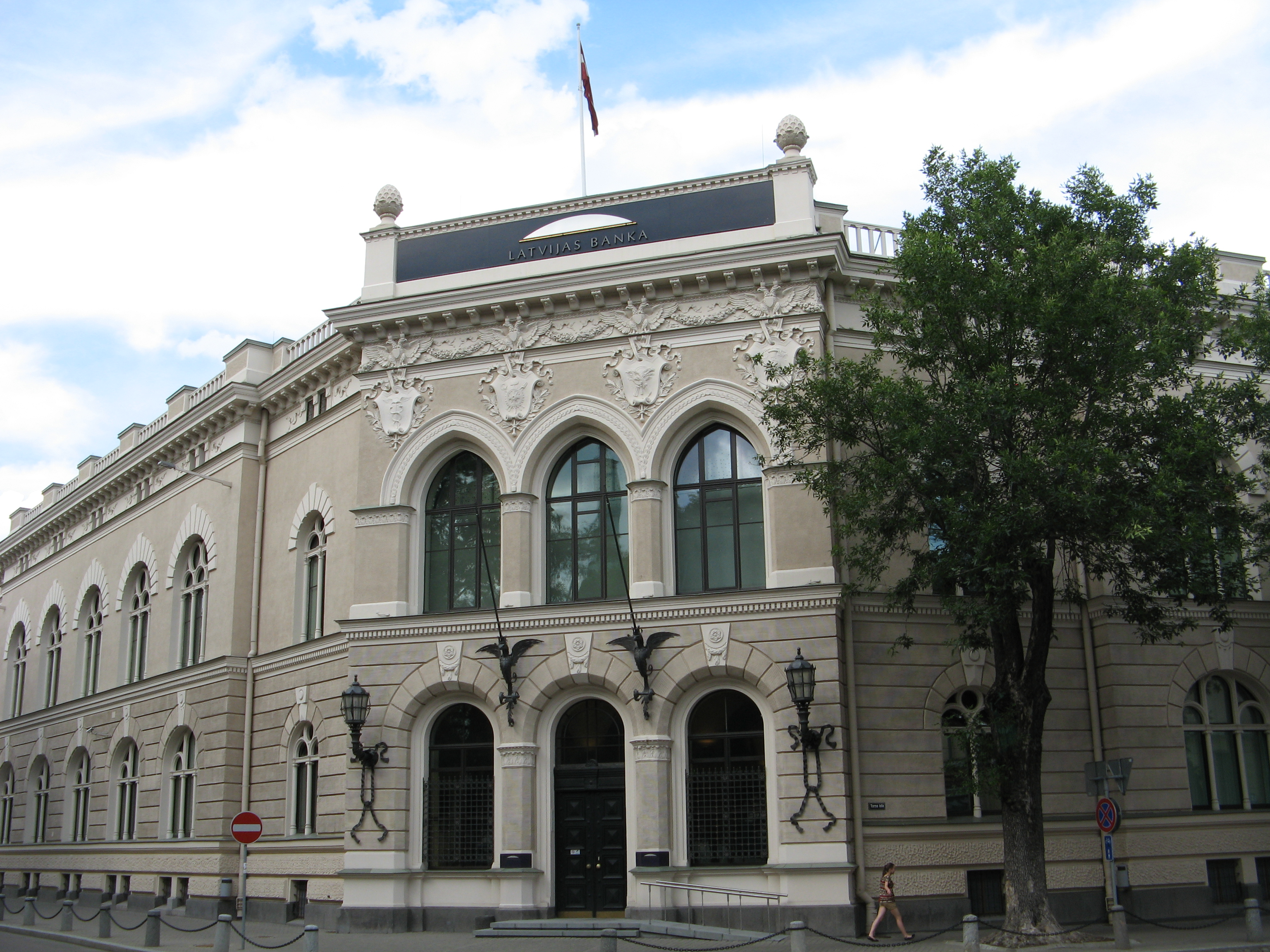
拉脫維亞銀行總部

- （拉脫維亞語） Official site of Latvijas Banka
- （英語） Official site of Latvijas Banka